# Ruch Obywatelski „Polska XXI”
Ruch Obywatelski „Polska XXI” – organizacja powołana 27 września 2008 przez działające w całej Polsce stowarzyszenia regionalne XXI. Ich działalność związana była z inicjatywą społeczno-polityczną skupioną wokół portalu „Polska XXI”. Ogólnopolski ruch zakończył działalność 9 stycznia 2010, gdy powołano partię Polska Plus. Jego kontynuację stanowi Związek Stowarzyszeń „Polska XXI”.

## Historia

### 2008
7 kwietnia 2008 uruchomiony został portal „Polska XXI”. W jego tworzenie zaangażowali się m.in.: Jan Rokita – były poseł Platformy Obywatelskiej, Rafał Dutkiewicz – prezydent Wrocławia, Kazimierz Michał Ujazdowski – poseł niezrzeszony, były wiceprezes Prawa i Sprawiedliwości oraz Rafał Matyja – politolog i publicysta. Do współpracy zaproszono także prof. Jadwigę Staniszkis i prof. Pawła Śpiewaka. Część politologów w momencie powstania portalu wskazywała na początek budowania partii politycznej przez jego głównych twórców, od czego wymienieni się dystansowali.
27 września 2008 podczas konferencji w warszawskim Traffic Clubie Rafał Dutkiewicz ogłosił powołanie Ruchu Obywatelskiego „Polska XXI”. Zapowiedział udział członków Ruchu w wyborach samorządowych oraz nie wykluczył własnego startu w wyborach prezydenckich. Jednocześnie zaznaczył, że nie podjęto jeszcze decyzji na temat udziału stowarzyszenia w wyborach do Parlamentu Europejskiego. Tego samego dnia ogłoszono skład nowo powołanej Rady Ruchu oraz treść deklaracji programowej pt. Nowe państwo Polaków. 22 października 2008 członkowie Ruchu będący jednocześnie posłami na Sejm utworzyli własne koło poselskie o nazwie „Polska XXI”, którego szefem został Jarosław Sellin.

### 2009
Ugrupowanie w wyborach do PE, które odbyły się 7 czerwca, poparło kandydatów z różnych list: Jerzego Buzka i Jacka Saryusza-Wolskiego startujących z PO, Ryszarda Legutkę startującego z PiS oraz Marka Jurka z Prawicy Rzeczypospolitej. Członek władz „Polski XXI” Janusz Moszyński wystartował zaś w województwie śląskim z pierwszego miejsca listy PSL.
13 czerwca, podczas obrad Rady Ruchu, Jarosław Sellin zastąpił Rafała Dutkiewicza na stanowisku przewodniczącego. Jarosława Sellina na stanowisku szefa koła poselskiego zastąpił Kazimierz Michał Ujazdowski. 11 lipca powstał Związek Stowarzyszeń Ruchu Polska XXI, którego Jarosław Sellin został prezesem.
21 października koło poselskie zmieniło nazwę na „Polska Plus”, a jego nowym przewodniczącym został Ludwik Dorn. Wraz z nim do koła przystąpili Jan Filip Libicki i Jacek Tomczak.

### Zakończenie działalności
9 stycznia 2010 odbył się kongres ugrupowania, na którym Ruch Obywatelski „Polska XXI” został przekształcony w partię Polska Plus, jednak stowarzyszenia lokalne nie zostały automatycznie wcielone do nowego ugrupowania, lecz kontynuowały działalność, a ich członkowie wstępowali do partii odrębnie. 
12 stycznia 2010 zarejestrowany został Związek Stowarzyszeń „Polska XXI” pod przewodnictwem Jarosława Sellina (od kwietnia 2009 prezesa stowarzyszenia Pomorze XXI), w którego zarządzie zasiedli m.in. Jerzy Polaczek (od lipca 2010 wiceprezes stowarzyszenia Śląsk XXI), Kazimierz Michał Ujazdowski, Lucjan Karasiewicz (od lipca 2010 prezes stowarzyszenia Śląsk XXI), Kazimierz Klawiter, Krzysztof Mikuła, Marek Mutor, Wojciech Starzyński, Andrzej Walkowiak i Paweł Wróblewski, a w komisji rewizyjnej – m.in. Piotr Ołowski.
Jedynie część członków ruchu „Polska XXI” wstąpiła do Polski Plus. Do partii tej nie przystąpił m.in. Rafał Dutkiewicz. Polska Plus 24 września tego samego roku uległa samorozwiązaniu, a większość jej działaczy powróciła do PiS.
Niektóre stowarzyszenia lokalne wzięły udział w wyborach samorządowych w 2010. Działacze Dolnego Śląska XXI wystartowali do sejmiku województwa dolnośląskiego oraz do rady Wrocławia pod szyldem Komitetu Wyborczego Wyborców Rafała Dutkiewicza. Sam Rafał Dutkiewicz z powodzeniem ubiegał się o reelekcję w wyborach na prezydenta Wrocławia, otrzymując w I turze 71,63% głosów i pokonując 8 kandydatów. W wyborach do sejmiku KWW Rafała Dutkiewicza uzyskał 22,20% głosów, zajmując 2. miejsce i uzyskując w sejmiku 9 (25%) mandatów. Klub DŚ XXI w sejmiku znalazł się w opozycji. 5 lutego 2011 Dolny Śląsk XXI przekształcił się w stowarzyszenie Obywatelski Dolny Śląsk, na którego prezesa został wybrany Rafał Dutkiewicz. W wyborach parlamentarnych w 2011 ODŚ wraz z grupą innych dawnych działaczy Polski XXI współtworzył ruch Unia Prezydentów – Obywatele do Senatu, w ramach którego grupa bezpartyjnych prezydentów miast rekomendowała kandydatów do Senatu (mandat z ramienia KKW Rafał Dutkiewicz uzyskał Jarosław Obremski, który zasiadł w Kole Senatorów Niezależnych).
Część dawnych działaczy Polski XXI związała się z powstałym jeszcze w 2010 ugrupowaniem Polska Jest Najważniejsza, a następnie z powołaną w 2013 partią Polska Razem (w 2017 przekształconą w Porozumienie). Niektórzy działacze znaleźli się w PO.

## Program
Główne założenia programowe Ruchu Obywatelskiego Polska XXI:
- nowa konstytucja wprowadzająca ustrój prezydencki;
- reforma parlamentu – przekształcenie Senatu w izbę reprezentującą elity i niezależną od wyborów do Sejmu;
- decentralizacja państwa, przy zachowaniu jego unitarnej formy;
- dbałość o dziedzictwo chrześcijańskie;
- budowa społeczeństwa obywatelskiego;
- wprowadzenie ordynacji większościowej w wyborach do Sejmu;
- walka z biurokracją krępującą rozwój przedsiębiorczości;
- wspieranie polskiej kultury;
- aktywny udział w wyborach samorządowych w 2010 roku;
- zmiany w ordynacji wyborczej[17]:
  - jednomandatowe okręgi wyborcze w wyborach samorządowych;
  - bezpośrednie wybory starostów i marszałków województw;
- ograniczenie subwencji dla partii politycznych.

## Struktura i działacze

### Przewodniczący
- od 27 września 2008 do 13 czerwca 2009 – Rafał Dutkiewicz
- od 13 czerwca 2009 do 9 stycznia 2010 – Jarosław Sellin

### Koło Parlamentarne „Polska XXI” w Sejmie VI kadencji
Skład koła poselskiego o nazwie „Polska XXI”, istniejącego od 22 października 2008 do 21 października 2009:
- Lucjan Karasiewicz
- Piotr Krzywicki
- Jerzy Polaczek
- Jarosław Sellin – przewodniczący koła do 13 czerwca 2009
- Kazimierz Michał Ujazdowski – przewodniczący koła od 13 czerwca 2009
- Andrzej Walkowiak (od 8 stycznia 2009)

Wszyscy posłowie „Polski XXI” zostali wybrani z listy Prawa i Sprawiedliwości.